# پرسمی شکم‌سفید
پرسمی شکم‌سفید یا پیتویی شکم‌سفید (نام علمی: Pitohui incertus) نام یک گونه از سرده پیتویی است.